# Берёзовский район (Липецкая область)
Берёзовский район — административно-территориальная единица в составе Центрально-Чернозёмной, Воронежской, Рязанской и Липецкой областей РСФСР, существовавшая в 1928—1930 и 1934—1959 годах. Административный центр — Берёзовка.
Берёзовский район был образован в 1928 году в составе Козловского округа Центрально-Чернозёмной области. После ликвидации округов в 1930 году район перешёл в прямое подчинение области.
25 ноября 1930 года Берёзовский район был упразднён, а его территория вошла в Данковский район.
В 1934 году при разделении Центрально-Чернозёмной области на Курскую и Воронежскую Берёзовский район был восстановлен в составе последней под названием Октябрьский район. В его состав вошли Берёзовский, Верхне-Павловский, Воскресенско-Берёзовский, Долговский, Дубковский, Еропкинский, Ивановский, Измайловский, Иниховский, Кудрявский, Малининский, Нижне-Павловский, Покровский и Хитровский сельсоветы.
26 сентября 1937 года Октябрьский район вошёл в состав Рязанской области.
В 1946 году Октябрьский район был переименован в Берёзовский район.
6 января 1954 года район был передан в Липецкую область.
19 ноября 1959 года Берёзовский район был упразднён, а его территория передана в Данковский район.